# غريغ لاند
غريغ لاند (بالإنجليزية: Greg Land)‏ هو رسام كارتون أمريكي، ولد في 1956 في تير هوت في الولايات المتحدة.